# Diamond Flash
Diamond Flash è un film del 2011 scritto e diretto da Carlos Vermut. Primo lungometraggio del regista, mescola i generi drammatico, commedia e mistero con il film di supereroi.

## Trama
Violeta è disposta a tutto pur di ritrovare la figlia scomparsa. Elena ha uno strano segreto. Lola vuole fare i conti con il suo passato. Juana ha bisogno di qualcuno che la ami senza condizioni o domande, ed Enriqueta vuole solo che la faccia ridere. Queste cinque donne hanno qualcosa in comune: sono tutte imparentate con Diamond Flash, un personaggio misterioso che cambierà per sempre le loro vite.

## Produzione
La scrittura della sceneggiatura è stata curata da Carlos Vermut nel corso del 2010. Dopo aver atteso un mese per la risposta delle tre case di produzione a cui ha inviato il progetto, Vermut ha investito i 20.000 euro che aveva ottenuto per i diritti sul merchandise della serie Jelly Jamm. Per scegliere il cast, ha cercato online associazioni di attori. Le riprese si sono svolte nella casa del regista, in quella di un amico e in un hotel con una fotocamera che permetteva di registrare video. All'inizio le riprese sarebbero dovute durate tre settimane, ma poiché alcune scene dovevano essere girate di nuovo, sono durate tre mesi.

## Distribuzione
La première mondiale del film ha avuto luogo il 1º ottobre 2011 presso la tredicesima edizione dell'Abycine Festival Internacional de Cine Independiente di Albacete.
In Spagna, il film è uscito l'8 giugno 2012 in Internet (streaming su Filmin) e il 10 ottobre 2012 in DVD.
Il 30 novembre e il 1º dicembre 2022 è stato proiettato presso la sala 2 del cinema Greenwich Village (Via Po, Torino) nell'àmbito di una sotto-sezione del quarantesimo Torino Film Festival dedicata al regista Vermut.

## Riconoscimenti
- Premio Rizoma de Cine